# Daniel Cornelissen
Daniel Cornelissen (1989) is een Nederlands acteur.

## Carrière
Cornelissen begon te studeren aan de Academie voor Drama van Fontys Hogeschool voor de Kunsten in Tilburg, maar verliet deze opleiding na één jaar om te studeren aan de Amsterdamse Toneelschool en Kleinkunstacademie.  Sindsdien is hij veelvuldig in het theater te zien. Hij speelde onder meer in Bromance (winnaar Gouden Krekel) en in Alex Klaasens Showponies, Showponies 2 en Snowponies. Op televisie is hij bekend van zijn rollen in series als Jeuk, Chateau Promenade en Nieuw Zeer.
Cornelissen was te zien in verschillende films, waaronder Moos, De Zevende Hemel en Feuten: Het Feestje. Voor zijn rollen in de korte films Buddy en Flirt viel hij in de prijzen.